# WebSphere Application Server
WebSphere Application Server (WAS) é um dos principais servidores de aplicação para JEE e web services e oferece uma máquina transacional de alta disponibilidade com capacidades avançadas de performance e gerenciamento. É um produto da IBM e tem uma grande fatia do mercado. 
É o único servidor de aplicação capaz de executar em todas as plataformas importantes do mercado como Windows, Linux, vários Unix, AS/400 e até mesmo no mainframe onde tem crescido em larga escala.
A IBM também fornece uma versão gratuita de servidor de aplicação baseada no Apache Geronimo que tem o nome de WebSphere Application Server Community Edition.
Info sobre versões
WAS Version: A.B.C.D
A=Versão 

B=Release 

C=Fix Pack Level 

D=Cumulative Fix Level 

Versões disponíveis
9.0 - 8.5 - 8.0 - 7.0 - 6.1 - 6.0.X - 5.1.X - 5.0.X - 4.0.X - 3.5.X

Cada versão tem seu próprio info center (centro de informação em inglês) para consultas de procedimentos, configurações, arquiteturas, etc... (vide ligações externas)